# پادشاه لیر

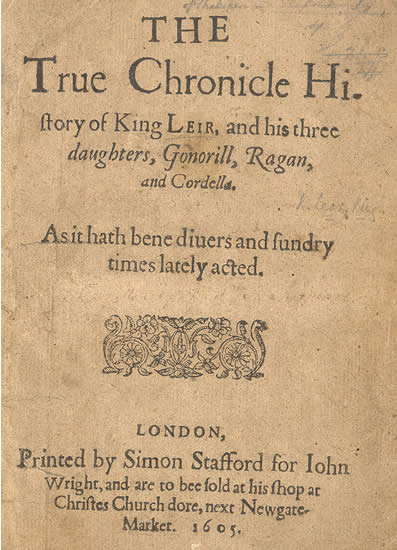
۱۶۰۵ کوارتو از تاریخچه شاه لیر

شاه لیر (به انگلیسی: King Leir) یک نمایشنامهٔ بی‌نام از دورهٔ ملکه الیزابت است که به دوران زندگی پادشاه باستانی بریتونیک، شاه لیر می‌پردازد. این نمایشنامه در ۱۶۰۵ منتشر شد اما در اصل در تاریخ ۱۵ مه ۱۵۹۴ به ثبت رسیده بود. این نمایشنامهٔ بی‌نام به دلیل ارتباطش با نمایشنامهٔ شاه لیر روایت شکسپیر از همان داستان، مورد توجه منتقدان قرار گرفت.

## اجرا
تاریخچهٔ تئاتر فیلیپ هنسلو نشان می‌دهد که نمایش شاه لیر در تاریخ ۶ و ۸ آوریل ۱۵۹۴ در Rose Theatre اجرا شده‌است. با هنرنمایی بازیگرانی از دو مجموعهٔ بازیگری؛ Queen Elizabeth's Men و Sussex's Men. اما سوابق دیگری نشان می‌دهد که این نمایش توسط بازیگران دیگری هم اجرا شده ولی اجراهای این دو گروه بیشتر از بقیه شناخته شده‌است. این نظریه وجود دارد که شکسپیر، ممکن است دهه ۱۵۹۰ بعنوان بازیگری از گروه ملکه در نمایش شاه لیر هنرنمایی کرده باشد.

## انتشار
این نمایشنامه تحت عنوان «معروف‌ترین تاریخچه از شاه لیر انگلستان و سه دخترش» ، در ۱۴ مه ۱۵۹۴ توسط آدام ایسلیپ ثبت شد. اما نام ایسلیپ از سوابق حذف و نام همکارش ادوارد وایت جایگزین آن گردید. شاید این درگیری بین ثبت‌کنندگان مانع انتشار نمایشنامه در سال ۱۵۹۴ شده باشد؛ به هر حال به‌طور حتم تا دهه بعد نمایشنامه به چاپ نمی‌رسد. مجدداً در ۸ مه ۱۶۰۵ با عنوان تاریخچه حزن‌انگیز شاه لیر و سه دختر و خانواده وی توسط دفتر سیمون استافورد ثبت شد. چاپ اول بعداً در همان سال توسط استافورد برای کتابفروشی به نام جان رایت منتشر شد. عنوان کتاب، تاریخ شاه لیر و سه دخترش، گونوریل، راگان و کوردلا بود. کوارتو ۱۶۰۵ تنها نسخهٔ نمایشنامه در طول قرن هفدهم بود.

## نویسنده
در مورد نویسندهٔ شاه لیر اجماع نظری وجود ندارد. این نمایشنامه به افراد مختلفی از جمله توماس کید، رابرت گرین(Robert Greene)، جورج پیل، توماس لاج، آنتونی ماندی و شکسپیر نسبت داده شده‌است.

## ژانر (دسته)
شاه لیر را "وقایع نگاری"، "تاریخ غم‌انگیز"، " تراژیکمدی " و حتی "تراژدی با یک پایان خوش" خوانده‌اند. (در پایان نمایشنامه، لیر زنده می‌ماند و به پادشاهی خود بازمی‌گردد) لیر حاوی زیرمجموعه‌ای دربارهٔ گلوستر، ادگار و ادموند نیست. این موضوعاتی است که شکسپیر به داستان اضافه کرده‌است.

## پرونده آنزلی
برخی از مفسران استدلال می‌کنند که شاه لیر در ۱۶۰۵ منتشر شد تا توجه را از نمایشنامهٔ شکسپیر منحرف نمایند. این بدان معنی است که شاه لیرِ شکسپیر در ۱۶۰۵ در حال اجرا بوده‌است. با این حال، شاید "یک همزمانی جالب توجه تاریخی" "دلیل اصلی" برای علاقه شکسپیر به این داستان در سال ۱۶۰۵ بوده باشد.
برایان آنزلی یکی از پیروان قدیمی ملکه الیزابت، کنتِ ثروتمندی با سه دختر بود: گریس (با سر جان وایلدگوز ازدواج کرد)، کریستین (همسر ویلیام ساندیس، سومین بارون ساندیس) و جوانترین دختر، کوردل مجرد بود. در ۱۶۰۳، گریس کوشید تا پدرش را فرتوت و برای سرپرستی اموال، بی‌کفایت اعلام کند. کوردل به اعتراض به اقدام خواهر بزرگتر خود به روبرت سسیل، ارل اول سالیسبوری نامه‌ای نوشت و از پدرش در برابر خواهر بزرگترش حمایت کرد. برایان آنزلی در ژوئیه ۱۶۰۴ درگذشت؛ کوردل آنزلی با موفقیت از آخرین وصیت پدر خود دفاع کرد که بیشتر اموال خانوادگی را به کوردل واگذار کرده بود.
یکی از مجریان وصیتنامه سر ویلیام هروی بود. وی کهنه سرباز جنگهای سال ۱۵۸۸ علیه ناوگان اسپانیایی و همسر سوم داوجر کنتس ساوت همپتون، مادر حامی شکسپیر هنری وریتسلی، ارل سوم ساوت همپتون بود. (هروی همچنین یکی از نامزدهای پیشنهادی "WH" برای غزلهای شکسپیر است) به محض درگذشت کنتس داوجر در ۱۶۰۷، هروی با کوردل آنزلی ازدواج کرد.
بنابراین، یک رسوایی واقعی به شکل جالب توجهی همزمان با انتشار نمایشنامهٔ شاه لیر و اجرای نمایشِ شکسپیر در سال ۱۶۰۳ و۱۶۰۴ رخ داده‌است.